# Chamaescilla
Chamaescilla is een geslacht uit de aspergefamilie. De soorten komen voor in Australië.

## Soorten
- Chamaescilla corymbosa
- Chamaescilla gibsonii
- Chamaescilla spiralis
- Chamaescilla versicolor